# Еппель Асар Ісаєвич
Асар Ісаєвич Еппель (11 січня 1935, Москва — 20 лютого 2012, Москва) — російський прозаїк, поет і перекладач.

## Біографія
В 1957 році закінчив Московський інженерно-будівельний інститут ім. В. В. Куйбишева (кафедра архітектури). Перша публікація — у 1956 році в газеті «Московський комсомолець», де була надрукована його замітка. Співпрацював у газетах та на радіо, писав вірші (перше авторське виконання віршів на публіці [Архівовано 10 листопада 2018 у Wayback Machine.] відбулося 30 березня 2006 року), перекладав польську, італійську, англійську, американську, німецьку, єврейську (їдиш) поезію та прозу.
Член Спілки письменників СРСР (1970). Понад десять років був членом виконкому ПЕН-клубу — міжнародної письменницької організації, що має на меті розвиток взаєморозуміння і світової культури, захист прав людини і свободи слова. Проза Еппеля перекладена кількома європейськими мовами.
У співавторстві з композитором Олександром Журбіним Еппелем були створені пісні до фільму-мюзиклу «Биндюжник і Король».
Асар Еппель помер 20 лютого 2012 року в московській міській лікарні після перенесеного інсульту. Похований на Востряковському кладовищі.

### Нагороди
- Премія журналу «Іноземна література» Инолитл (1998).
- Премія журналу «Прапор» (2001).
- Премія імені Юрія Казакова (2002).
- Польський орден Хрест Заслуги.
- Премія польського ПЕН-клубу за переклади польської словесності (2003).
- Премія Грінцане Кавур (2005).

## Книги А. Еппеля

### Проза
- Травяная улица. — М.-Нью-Йорк: Третья волна, 1994. — 208 с. — ISBN 965-421-005-3.
- Шампиньон моей жизни. — М.-Иерусалим: Гешарим, 1996. — 317 с.
- Шампиньон моей жизни. — М.: Вагриус, 2000. — 480 с. — ISBN 5-264-00153-7.
- Травяная улица. — М.: Симпозиум, 2001. — 336 с. — ISBN 5-89091-170-8.
- Шампиньон моей жизни. — М.: Симпозиум, 2001. — 495 с. — ISBN 5-89091-171-6.
- Дроблёный Сатана. — М.: Симпозиум, 2002. — 464 с. — ISBN 5-89091-172-4.
- In Telega. — М.: Б. С. Г.-Пресс, 2003. — 240 с. — ISBN 5-93381-121-1.
- The Grassy Street. — М.: Glas, 2007. — 192 с. — ISBN 5-7172-0039-0.
- Сладкий воздух и другие рассказы. — М.: Текст, 2009. — 432 с. — ISBN 978-5-9953-0008-3.
- Латунная луна. — М.: Астрель, 2010. — 384 с. — ISBN 978-5-271-31204-5.

### Переклади
- Бруно Шульц. «Коричные лавки».
- Стафф Л. Избранная лирика. — М.: 1971.
- Тувим Ю. Слон Хоботовский. — М.: 1972.
- Незвал В. Шторм!!! — М.: 1976.
- Незвал В. Анечка-Невеличка и Соломенный Губерт. — М.: 1980.
- Башевис-Зингер, Исаак. Люблинский штукарь. — М.: Текст, 2007.
- Вислава Шимборская. Избранное — М.: Текст, 2007 ISBN 5-7516-0708-2, ISBN 978-5-7516-0708-1.
- Зиновий Телесин. Как растят аистят. — М.: Текст, Книжники, 2009. — 52 с. — ISBN 978-5-9953-0031-1
- Моя полониана. Переводы из польской поэзии. М.: Новое литературное обозрение, 2012

### Вірші
- Эппель А. Стихи / Предисл. В. Перельмутера. — М.: ОГИ, 2014. — 272 с.